# Larutia nubisilvicola
Larutia nubisilvicola — вид сцинкоподібних ящірок родини сцинкових (Scincidae). Ендемік Таїланду. Описаний у 2011 році.

## Поширення і екологія
Larutia nubisilvicola відомі з типової місцевості, розташованої в національному парку Кхао-Нам-Кханг в провінції Накхонсітхаммарат, на півночі Малайського півострова, на висоті 1300 м над рівнем моря. Вони живуть у вологих гірських і хмарних лісах, серед лісової підстилки.